# Postulant
Een postulant is iemand die streeft naar het religieuze leven maar nog niet tot een bepaalde kloosterorde is toegelaten.
Postulantie is een inleidende fase voorafgaande aan het noviciaat zoals dat bestond in een monastieke instelling zoals in kloosters. 
In het Oosten moest de aspirant-monnik vele verzoeken indienen. Terwijl hij bleef bidden voor toelating werd hij op verschillende manieren ontmoedigd om de oprechtheid van zijn bedoelingen en de echtheid van zijn roeping te testen. Vanuit het Oosten werd dit gebruik doorgegeven aan het Westen. Cassianus beveelt het in zijn richtlijnen aan en St. Benedictus introduceert het in zijn kloosterregel: 'Men mag de pas aangekomen kandidaat niet te makkelijk toelaten, maar laat men voorzichtigheid betrachten.' Zoals de apostel Johannes schrijft in 1 Johannes 4: 1 "beproeft de geesten, of zij uit God zijn." Uit de regel van Benedictus (hoofdstuk 58): 'Om te achterhalen of de roeping van God komt, moet de kandidaat, indien hij na vier tot vijf dagen geduldig indienen van de verzoeken, en na de ontmoedigingen die men hem in de weg legt voor intrede, nog steeds volhardt in zijn poging om toegelaten te worden; dan zal men hem toegang verschaffen.' Deze proefperiode was gebruikelijk drie tot tien dagen in verschillende ordes. Daarna volgde het noviciaat van een tot drie jaar, wat vroeger eerder werd beschouwd als een voorbereiding op dan de eerste periode van het  contemplatieve religieuze leven. Na zijn ontvangst werd de kandidaat op onbeperkt verlof gestuurd met de vrijheid om terug te keren wanneer het hem goeddunkte. Volgens de gewoonte van St. Victor 'anticus Ecclesiae ritibus' werd deze regel door vele kloosters als algemene kloosterregel aanvaard. Hoewel niet helemaal veroordeeld is het nadeel hiervan echter aangetoond, dat het gemakkelijk was voor ongewenste personen om zich onder de bescherming van de Kerk te plaatsen. Dit systeem van proeftijd is echter afgeschaft. Tegenwoordig is het namelijk volgens de wet niet meer toegestaan om deze regel toe te passen. In afwachting van de toelating verblijven aspirant-novices als gast in het klooster, om misbruik ervan te voorkomen.